# المعاهدة الإنجليزية الأيرلندية
المعاهدة الإنجليزية الأيرلندية (بالأيرلندية: An Conradh Angla-Éireannach)، وتعرف بالمعاهدة، وتسمى رسميًّا بنود الاتفاق من أجل المعاهدة بين بريطانيا العظمى وأيرلندا، كانت اتفافية جرت بين حكومة المملكة المتحدة لبريطانيا العظمى وأيرلندا وممثلين من الجمهورية الأيرلندية، انتهت حرب أيرلندا من أجل الاستقلال مع توقيع هذه المعاهدة. وقعت الاتفاقية من أجل تأسيس الدولة الأيرلندية الحرة في خلال سنة، على أن تكون هذه الدولة مستوطنة تحكم نفسها في «مجتمع من الشعوب يعرف بالإمبراطورية البريطانية»، وتكون في ذلك «مثلها مثل مستوطنة كندا». وتأسست على إثر المعاهدة أيضًا أيرلندا الشمالية بقرار الحكومة الأيرلندي عام 1920، وهو خيار من أجل الانسحاب من الدولة الأيرلندية الحرة، وهو خيار أجدى نفعًا.
وُقّعت الاتفاقية في لندن في السادس من ديسمبر عام 1921، وقّعها ممثلون عن الحكومة البريطانية (منهم رئيس الوزراء ديفي ليويد جورج، الذي كان رئيس الممثلين البريطانيين)، وممثلون عن الحكومة الأيرلندية منهم مايكل كولنز وآرثر غريفيث. كان للممثلين الأيرلنديين منصب التفويض (أي إن لهم أن يوقعوا على الاتفاقية من غير أن يتصلوا بمن هم فوقهم) عن الجمهورية الأيرلندية، لكن الحكومة البريطانية لم تعترف بمنصبهم هذا. بحسب شروط الاتفاقية، وُقّعت في اجتماع بين ممثلين انتخبهم مجلس العموم الأيرلندي الجنوبي، وممثلين انتخبهم البرلمان البريطاني. في الحقيقة، ناقش في البداية مجمع ديل إيريان (وهو المجمع القانوني للحكومة الأيرلندية المفروضة) الاتفاقية ثم أقرّها، ومضى أعضاؤه بعد ذلك إلى «الاجتماع». ولأن الاتفاقية لم تقبل إلا بشق الأنفس، أدى الانقسام الأيرلندي إلى الحرب الأهلية الأيرلندية، وانتصر فيها المؤيدون للاتفاقية.
ظهرت الدولة الأيرلندية الحرة كما اتُّفق عليها في المعاهدة، عندما أصبح دستورهًا قانونًا في السادس من ديسمبر عام 1922 بمرسوم ملكي.

## بنود المعاهدة
من بنود المعاهدة الرئيسة:
- انسحاب القوات البريطانية من معظم أراضي أيرلندا.
- اتُّفِق على أن تصير أيرلندا مستوطنة تحكم نفسها تابعةً للإمبراطورية البريطانية، مثل أستراليا وكندا ونيوفاوندلند ونيوزيلندا واتحاد جنوب إفريقيا.
- يصبح الملك رأس الدولة الأيرلندية الحرة، مثل بقية المستوطنات التي تحكم نفسها، ويمثله حاكم عام.
- يقسم أعضاء برلمان الدولة الحرة الجديدة قسم الولاء للدولة الأيرلندية الحرة. والجزء الثاني من القسم هو: «حفظ الولاء إلى سيادة الملك جورج الخامس وأولياء عهده وخلفائه، ولاءَ المواطنة المشتركة».
- تصبح أيرلندا الشمالية (التي تأسست بعد ذلك بقرار من الحكومة الأيرلندية) خيارًا للانسحاب من الدولة الأيرلندية الحرة بعد شهر من تنفيذ المعاهدة.
- إذا اختير الانسحاب إلى أيرلندا الشمالية، تؤسس لجنة حدود من أجل رسم الحدود بين الدولة الأيرلندية الحرة وأيرلندا الشمالية.
- تتحكم بريطانيا بعدد محدود من المواني من أجل الحفاظ على أمنها، تسمى هذه المواني مواني المعاهدة للقوة البحرية الملكية.
- تعتبر الدولة الأيرلنية الحرة مسؤولة عن جزء كبير من ممتلكات المملكة المتحدة، كما هي الآن مسؤولة عنها في تاريخ المعاهدة.
- تعد المعاهدة هذه قاضية في القانون الأيرلندي، وحتى إن خالفها دستور عام 1922 للدولة الأيرلندية الجديدة، كان الحكم لها لا له.

## وضع المفوضين الأيرلنديين
أرسل إيمون دي فاليرا المفوضين الأيرلنديين إلى مفاوضات عام 1921 في لندن مع العديد من مسودات المعاهدات وأوامر سرية من حكومته. لم يطلب الجانب البريطاني أبدًا رؤية اعتمادهم الرسمي مع الحالة الكاملة للمفوضين، لكنه اعتُبروا مدعوين كنواب منتخبين «للتأكد من التوفيق بين ارتباط أيرلندا بمجتمع الدول المعروف باسم الإمبراطورية البريطانية مع التطلعات الوطنية الأيرلندية». تأجلت هذه الدعوة في أغسطس 1921 لأكثر من شهر بسبب مراسلة قال فيها دي فاليرا أن بريطانيا تتفاوض الآن مع دولة ذات سيادة، وهو موقف رفضه لويد جورج باستمرار.
في غضون ذلك، أصبح دي فاليرا رئيس الجمهورية في 26 أغسطس، بشكل أساسي ليصبح قادرًا على اعتماد مفوضين للمفاوضات، كما هو معتاد بين الدول ذات السيادة. في 14 سبتمبر، علق جميع المتحدثين في دايل بالإجماع على إرسال المفوضين لتمثيل جمهورية أيرلندا ذات السيادة، وقبلوا ترشيحات دي فاليرا دون معارضة، على الرغم من أن البعض جادل بأن دي فاليرا يجب أن يحضر المؤتمر بنفسه.

في 18 سبتمبر، ذكر لويد جورج ما يلي:
منذ بداية محادثاتنا [في يونيو 1921] أخبرتكم أننا نتطلع إلى ولاء أيرلندا للعرش، ولجعل مستقبلها كعضو في الكومنولث البريطاني. كان ذلك أساس مقترحاتنا ولا يمكننا تغييرها. الحالة التي تطالبون بها مقدمًا لمندوبيكم هي في الواقع رفض لذلك الأساس. أنا على استعداد للقاء مندوبيكم عندما لقائكم في يوليو، لمناقشة ارتباط أيرلندا مع الكومنولث البريطاني.
في 29 سبتمبر، كرر لويد جورج لدو فاليرا أن الاعتراف بالجمهورية الأيرلندية كان «اعترافًا لا يمكن لأي حكومة بريطانية الموافقة عليه»، وكرر دعوته لإجراء محادثات «للتأكد من التوفيق بين ارتباط أيرلندا بمجتمع الدول المعروف باسم الإمبراطورية البريطانية مع التطلعات الوطنية الأيرلندية»، للبدء في لندن في 11 أكتوبر، وهو ما قُبل ضمنيًا من قبل الجانب الأيرلندي. في 7 أكتوبر، وقع دي فاليرا على خطاب اعتماد بصفته «رئيسًا» بالنيابة عن «حكومة جمهورية أيرلندا»، لكن الرسالة لم تُطلب أبدًا من الجانب البريطاني. كان كلا الجانبين الأيرلندي والبريطاني يعلمان أنه في حالة فشل الاتفاق، فإن الهدنة المتفق عليها في يوليو 1921 ستنتهي وستُستأنف الحرب حتمًا، وهو أمر لم يرغب به أي من الطرفين. مرت ثلاثة أشهر ولم يتم الاتفاق على أي شيء.
كان للوضع الغامض للمفوضين عواقب غير متوقعة داخل الحركة القومية عندما انقسمت حول محتويات المعاهدة بين عامي 1921 و1922. يتمتع المفوضون عادةً بسلطات كاملة للتعامل مع المفاوضات على النحو الذي يرونه مناسبًا، لكن دي فاليرا أمرهم بالرجوع إلى مجلس وزرائه بشأن أي «سؤال رئيسي» وبـ «نص كامل لمشروع المعاهدة الذي سيوُقع»، ما أدى إلى العديد من الصعوبات. بعد ذلك، شعر الجانب المناهض للمعاهدة أن المفوضين من الجمهورية ذات السيادة الحالية قد تم إقناعهم بطريقة ما بالموافقة على قبول عرض أقل بكثير. على الرغم من أن البريطانيين لم يكونوا يتفاوضون مع دولة ذات سيادة، جادل الجانب المؤيد للمعاهدة إنه بعد 11 أكتوبر، أجريت المفاوضات باعتبار الاتفاقية خطوةً أولى مهمة نحو السيادة الأيرلندية.

## المفاوضات

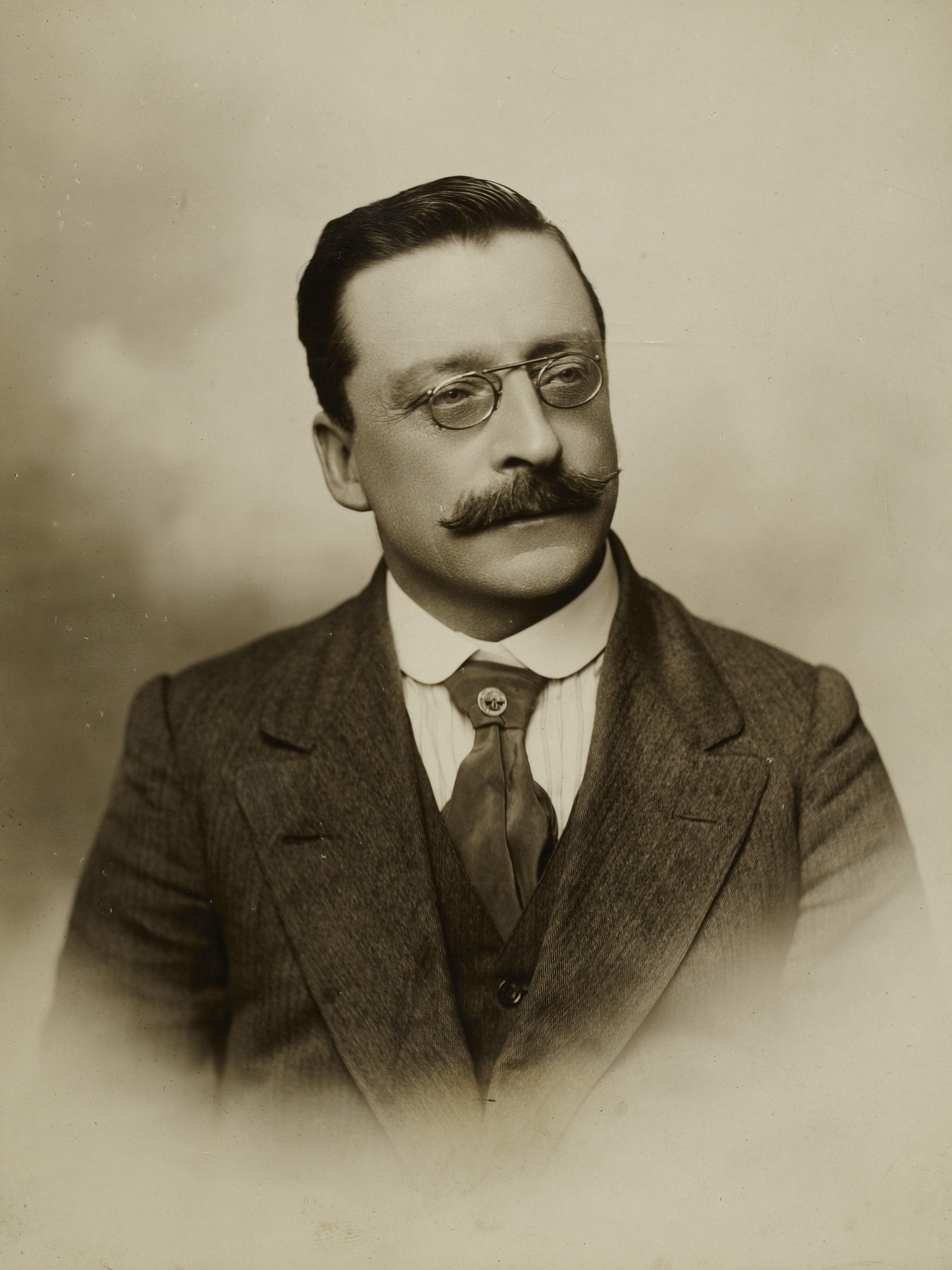
آرثر جريفيث

بعد أيام من الهدنة التي أنهت الحرب الإنجليزية الإيرلندية، التقى دي فاليرا بلويد جورج في لندن أربع مرات في أول أسبوع بعد 14 يوليو. أرسل لويد جورج مقترحاته الأولية في 20 يوليو وكانت تتماشى تقريبًا مع المعاهدة التي وُقع عليها في النهاية. تبع ذلك أشهر من التأجيل حتى شهر أكتوبر، عندما أنشأ المندوبون الأيرلنديون مقرًا رئيسيًا في 22 هانز بليس، نايتسبريدج.
خلال أول أسبوعين، أُجريت المفاوضات في جلسات رسمية. بناءً على طلب آرثر جريفيث ومايكل كولينز، بدأ الوفدان مفاوضات غير رسمية، وسُمح لعضوين فقط من كل جانب بالحضور. شمل الجانب الأيرلندي كولينز وجريفيث دائمًا، بينما شمل الجانب البريطاني أوستن تشامبرلين دائمًا، على الرغم من تغيير المفاوض البريطاني الثاني من يوم لآخر. في أواخر نوفمبر، عاد الوفد الأيرلندي إلى دبلن للتشاور مع مجلس الوزراء وفقًا للأوامر، ومرة أخرى في 3 ديسمبر. كان لا يزال هناك العديد من النقاط التي توجب الاتفاق عليها، والتي تتعلق بشكل أساسي بالولاء للعاهل الملكي، ولكن كان من الواضح لجميع السياسيين المشاركين في تلك المرحلة أن جمهورية أيرلندا الموحدة المكونة من 32 مقاطعة لم تكن متاحة للعرض.